# Марга-Марга (провінція)
Провінція Марга-Марга  (ісп. Provincia de Marga Marga) - провінція в Чилі у складі регіону Вальпараїсо.
Провінція Марга Марга утворена в 2009 році, офіційна дата створення - 11 березня 2010 року. Новоствореній провінції були передані комуни Кільпуе і Вілья-Алемана, що входили до складу провінції Вальпараїсо, а також комуни Лімаче і Ольмуе, що входили до складу провінції Кільйота.
Територія — 1179,4 км².Чисельність населення - 341 893 мешканців (2017). Щільність населення - 289,89 чол./км ².
Адміністративний центр - Кільпуе.

## Географія
Провінція межує:
- на півночі - провінція Кільйота
- на сході - провінція Чакобуко
- на півдні - провінція Мелілья і Чакобуко
- на заході - провінція Вальпараїсо

## Адміністративний поділ
Провінція включає 4 комун:
- Лімаче . Адмін.центр — Лімаче.
- Ольмуе . Адмін.центр - Ольмуе.
- Кільпуе . Адмін.центр - Кільпуе.
- Вілья-Алемана . Адмін.центр - Вілья-Алемана.